# Семмі Брукс
Семмі Брукс (англ. Sammy Brooks; 10 липня 1891 — 16 травня 1951) — американський кіноактор. З'явився в 218 фільмах між 1916 і 1938 роками.
Народився в Нью-Йорку, помер у Лос-Анджелесі, Каліфорнія.

## Вибрана фільмографія
- 1917 — Соромливий / Bashful
- 1917 — Острів веселки / Rainbow Island
- 1918 — Десь у Туреччині / Somewhere in Turkey
- 1918 — Ошуканці дійсно нечесні? / Are Crooks Dishonest?
- 1918 — Пожежний, врятуйте мою дитину / Fireman, Save My Child
- 1918 — Романтичний Озарк / An Ozark Romance
- 1919 — Будьте моєю дружиною / Be My Wife
- 1919 — Діти капітана Кідда / Captain Kidd's Kids — пірат
- 1919 — З рук до рота / From Hand to Mouth
- 1919 — Заплатіть належне / Pay Your Dues
- 1919 — Компанія китайське рагу / Chop Suey & Co.
- 1919 — Натикаючись на Бродвей / Bumping Into Broadway
- 1919 — Перерахуйте свою зміну / Count Your Change
- 1919 — Тільки його батько / His Only Father
- 1920 — Його королівська хитрість / His Royal Slyness
- 1920 — На дикому заході / An Eastern Westerner
- 1920 — Номер, будь ласка / Number, Please? — маленький чоловік в телефонній будці
- 1920 — Поява привидів / Haunted Spooks
- 1921 — Зараз або ніколи / Now or Never